# Stiphrornis dahomeyensis
Stiphrornis dahomeyensis (Дагомейская лесная зарянка) — вид (или подвид вида Stiphrornis erythrothorax, так как мнения специалистов относительно таксономии самого рода Stiphrornis расходятся) птиц из семейства мухоловковые. Обитают в Африке, в Дагомейском разрыве (на части территории Ганы, в Того и Бенина). Живут в лесу, особенно в подлеске. Питаются насекомыми и их личинками (жуками, муравьями, термитами, гусеницами, паразитическими осами). Практически не мигрируют. Потенциальную угрозу для вида представляет обезлесивание.

## Описание
Длина 11-13 см, вес 15-18 г.